# Генріх IV Ройсс-Кестріцький (1821–1894)
Князь Генріх IV Ройсс-Кестріцький (нім. Heinrich IV. Fürst Reuß zu Köstritz; 26 квітня 1821, Дрезден — 25 липня 1894, замок Ернстбрунн) — німецький офіцер, політик і землевласник, генерал кінноти Прусської армії.

## Біографія
Представник давнього князівського роду Ройсс. Син князя Генріха LXIII і його дружини Елеонори, уродженої графині цу Штольберг-Вернігероде (1801–1827). Навчався в Берлінському університеті. 1 листопада 1845 року вступив в полк Garde du Corps в чині другого лейтенанта без патенту. Він отримав патент 18 серпня 1845 року і був офіційно прийнятий в полк 15 вересня 1845 року. В оцінці від 1845 року командир полку граф Фінк фон Фінкенштайн зазначив: «Він докладає багато зусиль, але не має сприятливих якостей для того, щоб бути кавалеристом. Його освіта та поведінка відмінні». 1 квітня 1851 року йому було надано чотиримісячну відпустку, а 14 жовтня 1851 року принц був звільнений у запас в чині першого лейтенанта з дозволом носити полковий мундир. 
ПІсля звільнення принц присвятив себе головним чином управлінню своєю власністю в Австрії. 22 травня 1883 року він був підвищений до генерал-майора, 22 березня 1887 року — генерал-лейтенанта, а 27 січня 1892 року — генерала кінноти.
1 лютого 1878 року Генріх IV перейняв парагій від Генріха LXIX. Це було пов’язано з повним голосом в ландтазі князівства Ройсс молодшої лінії. Відповідно, він був членом ландтагу з 31 жовтня 1880 року до кінця життя. Він також був власником сімейних фідеїкомісів Ернстбрунн і Гагенберг у Нижній Австрії.

## Сім'я
27 грудня 1854 року одружився з овдовілою принцесою Луїзою Кароліною Саксен-Альтенбурзькою, уродженою принцесою Ройсс-Грайцькою (3 грудня 1822, Грайц — 28 травня 1875, Ернстбрунн), дочкою князя Генріха XIX. В пари народились 4 дітей:
- Генріх XXIV (1855–1910) — композитор.
- Елеонора (1860–1917) — дружина болгарського царя Фердинанда I.
- Гелена (1864–1876)
- Елізабет (1865–1937)

## Нагороди
- Орден Святого Йоанна (Бранденбург), почесний лицар (8 травня 1851)
- Орден Червоного орла
  - 2-го класу із зіркою (1 листопада 1861)
  - 1-го класу
- Орден Вендської корони, великий хрест
- Орден дому Саксен-Ернестіне, великий хрест
- Орден Білого Сокола, великий хрест
- Князівський орден дому Гогенцоллернів, почесний хрест 1-го класу